# Bamba Bakary
Pour les articles homonymes, voir Bakary.
Bamba Bakary  est un acteur de Côte d'Ivoire. Il est aussi humoriste et animateur à la télévision nationale de son pays.
Bamba Bakary est l'un des pionniers de l'humour en Côte d'Ivoire. Né en 1948 et d'origine ivoirienne, il est également reconnu pour ses talents d'animateur et d'acteur. À 72 ans, le comédien célébré ses 40 ans de carrière au Palais de la Culture de Treichville d'Abidjan, dans une démarche axée sur la réconciliation.
Bamba Bakary est célèbre pour son style unique et son sens de l'humour. Il a participé à de nombreuses émissions de télévision, spectacles en direct et productions cinématographiques qui ont contribué à renforcer sa popularité et à établir sa réputation d'icône de l'humour en Côte d'Ivoire.

## Biographie
Bamba Bakary est né le 16 novembre 1948 à Korhogo. Il est né d'un père docteur vétérinaire originaire de Touba. C'est dans l'exercice de ses fonctions qu'il fut affecté à Korhogo dans les années 1930, où il rencontra la femme qui allait devenir la mère de ce grand humoriste. Bamba Bakary est venu au monde avec un don naturel pour l'humour.
En raison de son impact sur la scène comique ivoirienne et de sa longue carrière couronnée de succès, Bamba Bakary est certainement considéré comme l'une des grandes figures de l'humour dans le pays. Le succès de Bamba Bakary en tant qu'humoriste est incontestable, mais il est le résultat d'un engagement inébranlable. C’est Lors de son séjour en France, qu’il a réalisé que l'humour était un métier. Ancien cadre chez Air Afrique, il se converti en humoriste à la télévision ivoirienne et par la suite en acteur de cinéma de renom. Il est justement considéré comme le précurseur de l'humour et du stand-up en Côte d'Ivoire. Bamba Bakary confirme qu'un spectacle d’humour fait souvent salle comble. En revanche, ce ne sont pas tous les concerts de musique, ni toutes les expositions d’artistes peintres ou de stylistes, qui parviennent à remplir une salle de 4 000 places. Pour lui, l'humour est important, mais le message prime avant tout. « Les histoires banales, même si elles font rire, ne laissent pas une empreinte durable. Le spectateur les oublie rapidement en changeant d'environnement. Il est essentiel qu'il y ait un message profond dans vos récits, comme je l'ai fait pendant vingt ans à la télévision ».
Bamba Bakary est une figure emblématique de l'humour en Côte d'Ivoire. Connu sous le nom de "Bamba le Magnifique", il est un comédien, acteur et humoriste très apprécié dans le pays. Sa carrière a réellement débuté dans les années 1980, et depuis lors, il a conquis le cœur du public ivoirien avec ses performances comiques. Il est non seulement un humoriste renommé, mais il est également reconnu pour ses talents d'animateur. Au cours de sa carrière, il a animé plusieurs émissions de télévision en Côte d'Ivoire. Son travail en tant qu'animateur a contribué à sa popularité et à sa reconnaissance dans le domaine du divertissement. En intégrant des programmes comme "Benson reçoit" et en animant des émissions en solo, il a démontré ses compétences dans la présentation et l'animation, ajoutant ainsi une dimension supplémentaire à sa carrière artistique.
Ancien cadre chargé des relations extérieures sur Air Afrique, Bamba Bakary est devenu un ambassadeur de la prévention du sida auprès des Africains avec notamment le rôle de Moussa, dans Moussa le taximan. Il est aussi animateur de trois émissions diffusées par la chaîne TV La Première (RTI) : Tonnerre qui fait le tour du monde, Le bon vieux temps et Bonne cuisine. Considéré comme une icône majeure de la culture ivoirienne et africaine, ainsi qu'un pilier du cinéma et de la télévision ivoirienne, celui que les jeunes appellent affectueusement "le doyen" a réussi à toucher le cœur de chaque ivoirien à travers son art.
Bamba Bakary a été poursuivi et menacé, et il a été arrêté à deux reprises au moins pour avoir imité le président Houphouët, ce qui était perçu comme une moquerie. Il est reconnu comme une figure emblématique de l'humour en Côte d'Ivoire. Il a pris des risques considérables pour promouvoir l'humour dans le pays, et les résultats de ses efforts sont évidents de nos jours. Bamba Bakary, acteur émérite, a été honoré et récompensé pour sa contribution exceptionnelle à la scène artistique. Il exprime sa profonde gratitude envers Georges Benson pour avoir façonné sa carrière artistique et Henri Duparc pour son implication dans son parcours cinématographique. Bamba Bakary réside dans sa capacité à devenir une icône de la culture ivoirienne et africaine, ainsi qu'un nom incontournable du cinéma et de la télévision en Côte d'Ivoire. Bamba BAKARY présente l'humour comme le spectacle artistique le plus prometteur aujourd'hui, tant sur le plan humain qu'économique. Face à la crise que traverse le théâtre ivoirien, de nombreux acteurs se sont reconvertis en humoristes. En effet, l'humour ivoirien a connu un essor remarquable ces dernières années.
Son talent exceptionnel et son sens de l'humour ont transcendé les frontières, lui permettant de conquérir le cœur du public et de marquer durablement l'histoire du divertissement dans la région. En plus de divertir les masses, il a également ouvert la voie à de nouvelles formes d'expression comique, influençant ainsi toute une génération d'artistes et contribuant à l'évolution de l'humour en Côte d'Ivoire et au-delà. Bamba Bakary est un acteur qui a reçu de nombreux honneurs et distinctions. Il exprime une grande reconnaissance pour ces accolades.

## Filmographie
Bamba Bakary a une filmographie diversifiée qui met en lumière son talent d'acteur et de comédien.
"Ma Famille" (Série TV)
BAMBA BAKARY
- 1988 : Bal Poussière, d'Henri Duparc
- 1990 : Le Sixième Doigt, d'Henri Duparc
- 2008- : Coup de force
- 2008- : Dr Boris